# Чэнь Сянхэн, Иоанн
Иоанн Чэнь Сянхэн  (кит. трад. 陳顯恒 若望, 1820, Чэнду — 18 февраля 1862) — святой Римско-Католической Церкви, мученик.

## Биография
Чэнь Сянхэн родился в 1820 году в городе Чэнду в бедной семье. В раннем возрасте у него умерли родители, поэтому он был вынужден зарабатывать себе на пропитание. В возрасте 30 лет Чэнь Сянхэн в Гуйяне открыл небольшой магазин и стал заниматься торговлей. Познакомившись с католиками и приняв крещение, стал помогать католическим священникам, одновременно помогая Люции И Чжэньмэй в её клинике. Желая стать врачом, Иоанн Чэнь Сянхэн изучал педиатрию и был послан в деревню, где ухаживал за больными детьми. После возвращения обратно местный католический епископ послал его помогать священнику Жан Пьеру Нээль. Во время преследований христиан был арестован вместе с Жан Пьером Нээль, Мартином У Сюэшэн, Иоанном Чжан Тяньчэнь и был обезглавлен 18 февраля 1862 года. Отрубленные головы мучеников были выставлены на публичное обозрение на воротах города в качестве предупреждения желающим принять христианство.

## Прославление
Иоанн Чжан Тяньчэнь был беатифицирован 2 мая 1909 года папой Пием XI и канонизирован 1 октября 2000 года папой Иоанном Павлом II вместе с группой 120 китайских мучеников.
День памяти — 9 июля.

## Источник
- George G. Christian OP, Augustine Zhao Rong and Companions, Martyrs of China, 2005, стр. 54 (недоступная ссылка)  (англ.)